# 希里沟古城
希里沟古城，位于中国青海省乌兰县希里沟镇，为第二批青海省文物保护单位，公布日期为1957年12月13日，类型为古遗址。
希里沟古城的历史年代为待定。